# Логинская
Логинская — река в Таймырском Долгано-Ненецком районе Красноярского края, левый приток реки Енисей.
Длина реки — 14 км, исток — на северной оконечности безымянного пойменного озера, течёт на северо-запад, параллельно руслу Енисея. Впадает напротив северной оконечности острова Песчаный, на расстоянии 311 км от устья Енисея.
По данным государственного водного реестра России относится к Енисейскому бассейновому округу. Код водного объекта — 17010800412116100109627.